# Lomaptera salvadorii
Lomaptera salvadorii är en skalbaggsart som beskrevs av Raffaello Gestro 1876. Lomaptera salvadorii ingår i släktet Lomaptera och familjen Cetoniidae. Utöver nominatformen finns också underarten L. s. torresiana.